# JulieAnne White
JulieAnne White (10 april 1962) is een Canadees triatlete. Ze nam verschillende keren deel aan een Ironman. Haar beste prestatie zijn het winnen van de  de Ironman Canada (1989, 1992) en de Ironman New Zealand (1993). Ook werd ze in 1992 tweede op de Ironman Hawaï met een tijd van 9:21.40.

## Persoonlijke records
- 5 km - 15.50
- 10 km - 33.45
- Marathon - 2:45.27

## Belangrijke prestaties

### Triatlon
- 1988:  Ironman Canada - 10:01.01
- 1989:  Ironman Canada
- 1990: 14e Ironman Hawaï - 10:26.06
- 1991: 6e Ironman Hawaï - 9:46.37
- 1991:  Ironman Canada
- 1992:  Ironman Canada - 9:08.15
- 1992:  Ironman New Zealand - 10:00.46
- 1992: Ironman Europe - 9:12.23
- 1992:  Ironman Hawaï - 9:21.40
- 1993:  Ironman New Zealand - 9:38.39
- 1993: 9e Ironman Hawaï - 9:36.52
- 1994: 7e Ironman Hawaï - 9:54.41
- 1994: 7e Ironman Canada

### Atletiek
- 2002: Big Sur Marathon 2:51.08